# Noppawan Lertcheewakarn
Noppawan Lertcheewakarn (Thai: นพวรรณ เลิศชีวกานต์) (18 november 1991) is een tennisspeelster uit Thailand. Op vierjarige leeftijd begon zij met tennis.
In 2009 won zij het juniorentoernooi van Wimbledon, nadat zij in 2008 al in de finale had gestaan. Eerder dat jaar won ze samen met Elena Bogdan het meisjestoernooi dubbelspel van Roland Garros.
Lertcheewakarn speelde tweemaal op Wimbledon: in 2010 in het enkelspel (via een wildcard) en in 2011 in het dubbelspel (als lucky loser). Tevens speelde zij op het US Open 2011 in het enkelspel, na een geslaagde deelname aan het kwalificatietoernooi.
In de periode 2009–2014 maakte zij deel uit van het Fed Cup-team van Thailand – haar winst/verlies-balans in de Fed Cup is 15–8.

## Posities op deWTA-ranglijst
Positie per einde seizoen:
| jaartal | ranking enkelspel | ranking dubbelspel |
| ------- | ----------------- | ------------------ |
| 2006    | 1196              | 829                |
| 2007    | 568               | 747                |
| 2008    | 384               | –                  |
| 2009    | 384               | 688                |
| 2010    | 199               | 180                |
| 2011    | 185               | 114                |
| 2012    | 218               | 162                |
| 2013    | 230               | 150                |
| 2014    | 284               | 228                |
| 2015    | 412               | 276                |

## Palmares
| Legenda                 |
| ----------------------- |
| Grandslamtoernooi       |
| Olympische Spelen       |
| Year-End Championships  |
| Premier Mandatory       |
| Premier Five / WTA 1000 |
| Premier / WTA 500       |
| International / WTA 250 |
| Challenger / WTA 125    |

### WTA-finaleplaatsen enkelspel
Geen.

### WTA-finaleplaatsen vrouwendubbelspel
| nr.              | finaledatum | toernooi         | ondergrond | partner       | tegenstandsters                       | score            |         |
| ---------------- | ----------- | ---------------- | ---------- | ------------- | ------------------------------------- | ---------------- | ------- |
| gewonnen finales |             |                  |            |               |                                       |                  |         |
| geen             |             |                  |            |               |                                       |                  |         |
| verloren finales |             |                  |            |               |                                       |                  |         |
| 1.               | 2011-03-06  | WTA Kuala Lumpur | hardcourt  | Jessica Moore | Dinara Safina Galina Voskobojeva      | 5-7, 6-2, [5-10] | details |
| 2.               | 2012-11-11  | WTA Pune         | hardcourt  | Julia Glushko | Nina Brattsjikova Oksana Kalasjnikova | 0-6, 6-4, [8-10] | details |

### Gewonnen ITF-toernooien enkelspel
| nr. | finaledatum | toernooi        | ondergrond | tegenstandster in finale | score    | dotatie |
| --- | ----------- | --------------- | ---------- | ------------------------ | -------- | ------- |
| 1.  | 2008-05-04  | Balikpapan      | hardcourt  | Isha Lakhani             | 6-3, 6-2 | $25.000 |
| 2.  | 2008-08-16  | Chiang Mai      | hardcourt  | Nungnadda Wannasuk       | 6-2, 6-3 | $10.000 |
| 3.  | 2010-09-05  | Tsukuba         | hardcourt  | Shiho Akita              | 6-4, 6-1 | $25.000 |
| 4.  | 2011-12-03  | Dubai           | hardcourt  | Kristina Mladenovic      | 7-5, 6-4 | $75.000 |
| 5.  | 2016-05-08  | Sharm-el-Sheikh | hardcourt  | Prerna Bhambri           | 6-4, 6-1 | $10.000 |

### Gewonnen ITF-toernooien dubbelspel
| nr. | finaledatum | toernooi       | ondergrond | partner                 | tegenstandsters in finale            | score            | dotatie |
| --- | ----------- | -------------- | ---------- | ----------------------- | ------------------------------------ | ---------------- | ------- |
| 1.  | 2006-09-24  | Jakarta        | hardcourt  | Varatchaya Wongteanchai | Ayu Fani Damayanti Lavinia Tananta   | 6-2, 6-4         | $10.000 |
| 2.  | 2006-11-19  | Manilla        | hardcourt  | Varatchaya Wongteanchai | Kao Shao-yuan Thassha Vitayaviroj    | 3-6, 6-3, 7-6    | $10.000 |
| 3.  | 2009-04-26  | Bol            | gravel     | Martina Borecká         | Michaela Pochabová Patrícia Verešová | 6-3, 6-3         | $10.000 |
| 4.  | 2012-03-31  | Phuket         | hardcourt  | Zheng Saisai            | Han Xinyun Sun Shengnan              | 6-3, 6-3         | $25.000 |
| 5.  | 2013-03-24  | Ipswich        | hardcourt  | Varatchaya Wongteanchai | Viktorija Rajicic Storm Sanders      | 4-6, 6-1, [10-8] | $25.000 |
| 6.  | 2013-10-13  | Margaret River | hardcourt  | Arina Rodionova         | Monique Adamczak Tammi Patterson     | 6-2, 3-6, [10-8] | $25.000 |
| 7.  | 2015-04-26  | Shenzhen       | hardcourt  | Lu Jiajing              | Han Na-lae Jang Su-jeong             | 6-4, 7-5         | $25.000 |

## Resultaten grandslamtoernooien
| Legenda | Legenda                          |
| ------- | -------------------------------- |
| g.t.    | geen toernooi gehouden           |
| l.c.    | lagere categorie                 |
| –       | niet deelgenomen                 |
| G       | uitgeschakeld in de groepsfase   |
| 1R      | uitgeschakeld in de eerste ronde |
| 2R      | uitgeschakeld in de tweede ronde |
| 3R      | uitgeschakeld in de derde ronde  |
| 4R      | uitgeschakeld in de vierde ronde |
| KF      | uitgeschakeld in de kwartfinale  |
| HF      | uitgeschakeld in de halve finale |
| F       | de finale verloren               |
| W       | het toernooi gewonnen            |
| w-v     | winst/verlies-balans             |

### Enkelspel
| Toernooi        | 2010 | 2011 |
| --------------- | ---- | ---- |
| Australian Open | –    | –    |
| Roland Garros   | –    | –    |
| Wimbledon       | 1R   | –    |
| US Open         | –    | 1R   |

### Vrouwendubbelspel
| Toernooi        | 2011 |
| --------------- | ---- |
| Australian Open | –    |
| Roland Garros   | –    |
| Wimbledon       | 1R   |
| US Open         | –    |